# Física y química
Física y química è l'ottavo album in studio del cantautore spagnolo Joaquín Sabina, pubblicato nel 1992.

## Tracce
1. Y nos dieron las diez – 5:02
2. Conductores suicidas – 5:03
3. Yo quiero ser una chica almodovar – 4:11
4. A la orilla de la chimenea – 4:08
5. Todos menos tú – 4:26
6. La del pirata cojo – 4:38
7. La canción de las noches perdidas – 3:54
8. Los cuentos que yo cuento – 3:27
9. Peor para el sol – 4:55
10. Amor se llama el juego – 4:33
11. Pastillas para no soñar – 3:58